# Florești-Stoenești
Florești-Stoenești è un comune della Romania di 8 714 abitanti, ubicato nel distretto di Giurgiu, nella regione storica della Muntenia.
Il comune è formato dall'unione di 3 villaggi: Florești, Palanca, Stoenești.